# Sân bay Ørsta-Volda, Hovden
Sân bay Ørsta-Volda, Hovden (tiếng Na Uy: Ørsta-Volda lufthamn, Hovden) (IATA: HOV, ICAO: ENOV) là một sân bay khu vực phục vụ các cộng đồng Ørsta và Volda ở Møre og Romsdal, Na Uy. Năm 2005, sân bay Ørsta-Volda, Hovden đã phục vụ 41.648 lượt khách. Cơ quan vận hành là Avinor.

## Các hãng hàng không và các tuyến điểm
Hãng Widerøe cung cấp dịch vụ với máy bay Dash 8 nối với Oslo. 
- Widerøe (Oslo, Sogndal)